# Torneå tingslag
Torneå tingslag var ett tingslag i Norrbottens län i Norrbotten och omfattade nuvarande Haparanda och Övertorneå kommuner. Ytan var år 1934 3 426 km², varav land 3 254, och där fanns 17 780 invånare, varav 2 521 i Haparanda stad. Tingsställe var Haparanda.
Tingslaget bildades 1 januari 1919 (enligt beslut den 25 oktober 1918) genom av ett samgående av Nedertorneå tingslag och Övertorneå tingslag. Tingslaget upphörde 1 januari 1971 då verksamheten överfördes till Haparanda tingsrätt. 
Tingslaget ingick i Torneå domsaga.

## Ingående områden

### Socknar
Tingslagets område omfattade följande socknar:

Hörande före 1919 till Övertorneå tingslag
- Hietaniemi socken
- Övertorneå socken

Hörande före 1919 till Nedertorneå tingslag
- Karl Gustavs socken
- Nedertorneå socken

Till tingslaget hörde även Haparanda stad.

### Kommuner
Tingslaget bestod av fem kommuner:
- Haparanda stad
- Hietaniemi landskommun (till och med 1968; uppgick i Övertorneå)
- Karl Gustavs landskommun (till och med 1966; uppgick i Haparanda stad)
- Nedertorneå landskommun (till och med 1966; uppgick i Haparanda stad)
- Övertorneå landskommun

## Befolkningsutveckling
| Befolkningsutvecklingen i Torneå tingslag 1920–1970 | Befolkningsutvecklingen i Torneå tingslag 1920–1970 | Befolkningsutvecklingen i Torneå tingslag 1920–1970 | Befolkningsutvecklingen i Torneå tingslag 1920–1970 | Befolkningsutvecklingen i Torneå tingslag 1920–1970 |
| --- | --------------------------------------------------- | --------------------------------------------------- | --------------------------------------------------- | --------------------------------------------------- |
| |                                                     |                                                     |                                                     |                                                     |
| År |                                                     |                                                     | Folkmängd                                           |                                                     |
| 1920 | 1920                                                |                                                     | 16 396                                              |                                                     |
| 1930 | 1930                                                |                                                     | 16 980                                              |                                                     |
| 1935 | 1935                                                |                                                     | 18 442                                              |                                                     |
| 1940 | 1940                                                |                                                     | 19 483                                              |                                                     |
| 1945 | 1945                                                |                                                     | 20 454                                              |                                                     |
| 1950 | 1950                                                |                                                     | 20 698                                              |                                                     |
| 1955 | 1955                                                |                                                     | 20 403                                              |                                                     |
| 1960 | 1960                                                |                                                     | 19 302                                              |                                                     |
| 1965 | 1965                                                |                                                     | 18 272                                              |                                                     |
| 1970 | 1970                                                |                                                     | 16 266                                              |                                                     |
| Anm: För åren 1920-1945: befolkning enligt folkräkning 31 december enligt den administrativa indelningen den 1 januari följande år. 1950 avser befolkning enligt folkräkning den 31 december enligt den administrativa indelningen den 1 januari 1952. 1955 avser den kyrkobokförda befolkningen den 31 december enligt den administrativa indelningen den 1 januari följande år. 1960 och 1965 avser befolkning enligt folkräkning den 1 november enligt den administrativa indelningen den 1 januari följande år. 1970 avser befolkning enligt folkräkning den 1 november i det område som Torneå tingslag omfattade när det upphörde 1 januari 1971. |                                                     |                                                     |                                                     |                                                     |